# Rhodostrophia bahara
Rhodostrophia bahara là một loài bướm đêm trong họ Geometridae.